# ОТМС
Организа́ция и та́ктика медици́нской слу́жбы (ОТМС) — раздел военной медицины, занимающийся разработкой и теории и обеспечением практики организации медицинского обеспечения вооруженных сил.
Организация и тактика медицинской службы представляет собой одну из частных военно-медицинских наук. Она изучает опыт медицинского обеспечения вооруженных сил и условия деятельности медицинской службы во время войны, выявляет закономерности, определяющие принципиальные основы строительства медицинской службы и организацию медицинского обеспечения вооруженных сил, разрабатывает формы и методы этого обеспечения, соответствующие уровню развития экономики, военного дела и медицины, а также конкретным условиям боевой обстановки.
Наиболее кратко организация и тактика медицинской службы может быть определена как наука об организации медицинского обеспечения вооруженных сил во время войны.
Забота о сохранении здоровья военнослужащих лежит в основе и соответствующих международных соглашений, в частности. Женевской и Гаагской конвенций, преследующих цель улучшить участь раненых и больных воинов во время войны. При этом Российская Федерация не только признает все вытекающие из них обязательства, но и твердо стоит на необходимости их безусловного выполнения всеми странами, ратифицировавшими указанные конвенции. Необходимость наиболее полного выполнения в периоды военных конфликтов принципов Женевских конвенций о защите жертв войны, стремление к улучшению всего дела оказания медицинской помощи раненым и больным воинам и их лечения в мирное и военное время послужили основанием к созданию после Первой мировой войны 1914—1918 гг. Международного комитета военной медицины и фармации. Согласно статусу этой международной организации военных медиков, важнейшая ее задача состоит в том, чтобы посредством обмена опытом работы военно-медицинских служб изыскивать и распространять наилучшие пути и наиболее эффективные способы «зашиты и сохранения жизни в военной среде». В настоящее время Международный комитет военной медицины и фармации объединяет представителей военно-медицинских служб около 100 государств. Медицинская служба Вооруженных Сил нашей страны вступила в члены этой международной организации в 1965 г.
Выделение организации и тактики медицинской службы в самостоятельную научную дисциплину произошло в конце XIX — начале XX в. До этого происходило лишь накопление опыта строительства военно-медицинской службы и организации медицинского обеспечения войск, который освещался, преимущественно, в трудах по военной гигиене и военно-полевой хирургии.
Одной из основных причин, обусловившей необходимость научно-методического становления организации и тактики медицинской службы, явилось развитие военной техники и связанное с ним усложнение организации вооруженных сил и способов ведения военных действий, увеличение военных потерь и многократное возрастание санитарных потерь в период боевых действий. Этот процесс, в свою очередь, усложнил организацию медицинского обеспечения, потребовал всестороннего изучения опыта работы медицинской службы в минувших войнах и более глубокого, чем прежде, исследования условий ее деятельности в военное время. Не меньшее значение имели и большие успехи медицинской науки в конце XIX в., повлекшие за собой значительное расширение объема и методов оказания медицинской помощи раненым и больным и их лечения на войне. Это вызвало необходимость поиска более совершенных и целесообразных форм организации медицинского обеспечения войск на театре военных действии
В середине XIX века увеличившийся размер армий, и развитие медицинской науки позволили возвращать в строй раненых с травмами, ранее считавшимися смертельными. Но из-за отсутствия надлежащей организации такие пострадавшие все равно погибали, хотя медицинские возможности вполне позволяли спасти им жизнь и даже восстановить боеспособность.
Все это привело к тому, что была осознана необходимость системного подхода к организации оказания медицинской помощи во время ведения боевых действий.
Непосредственным результатом запросов военно-медицинской практики явилась публикация в периодической медицинской и военной печати большого числа статей, критически оценивавших и обобщавших опыт медицинского обеспечения русской армии в период Крымской (1853—1856), франко-прусской (1870—1871) и русско-турецкой (1877— 1878) войн.
Исключительно важную роль в развитии ОТМС сыграл Н. И. Пирогов — крупнейший русский ученый, стоявший у истоков организации и тактики медицинской службы как научной дисциплины. Накопленные им наблюдения, огромный опыт практической работы на театрах военных действий явились основой для разработки принципов лечебноэвакуационного обеспечения войск. В общих чертах они формулировались следующим образом:
• война — это травматическая эпидемия;
• смертность и успех лечения зависят преимущественно от различных свойств оружия;
• не медицина, а администрация играет главную роль в деле помощи раненым и больным на театре войны;
• не операции, срочно проведенные, а правильно организованный уход за ранеными и сберегательное (консервативное) лечение в самом широком размере должны быть главной целью хирургической и административной деятельности на театре войны;
• лечащие врачи и руководители полевых санитарных учреждений не должны допускать скопления раненых на перевязочных пунктах, тяжелораненых вблизи театра войны;
• хорошо организованная сортировка раненых на перевязочных пунктах и военновременных госпиталях есть главное средство для оказания правильной помощи и предупреждения беспомощности вредной по своим свойствам неурядицы;
• во избежание травматических зараз раненых и больных нужно рассеивать по лечебным учреждениям.
Идеи Пирогова послужили основанием для осуществления в конце XIX в. ряда реформ в организации медицинского обеспечения войск. В 1869 г. «Сводом военных постановлений» была введена новая структура медицинской службы. Войсковая медицинская служба обеспечивалась штатными санитарами-носильщиками для выноса раненых с поля боя. Учреждались дивизионные лазареты и военно-временные госпитали. В боевой обстановке от фронта к тылу на грунтовых коммуникациях развертывалась цепочка перевязочных пунктов (передовые, задние, главные) и госпиталей. На узловых железнодорожных станциях в составе эвакуационных пунктов создавались группы госпиталей. Таким образом обеспечивалась стройная система лечебно-эвакуационных мероприятий в действующей армии. Практическую проверку эта система прошла в русско-турецкой войне 1877—1878 гг. В основу медицинского обеспечения боевых действий русской армии в этой войне был положен принцип массовой эвакуации раненых и больных за переделы театра военных действий через цепочку военно-временных госпиталей с использованием гужевого, железнодорожного и, частично, речного и морского транспортов. При оказании медицинской помощи из обращения изымается традиционная корпия и заменяется нормальной гигроскопической повязкой. Широкое применение в полевых военно-лечебных учреждениях получили антисептика, обезболивание, методы сберегательного лечения огнестрельных ранений конечностей. В практике работы медицинского состава все более утверждались научно обоснованные методы санитарно-гигиенического и противоэпидемического обеспечения войск. Впервые в широких масштабах в медицинском обеспечении русской армии участвовали силы и средства Общества попечения о раненых и больных (с 1879 г. — Российское общество Красного Креста).
Одним из первых наиболее значимых успехов ОТМС можно назвать действие медицинской службы в ходе Первой мировой войны. Данный военный конфликт стал первой крупномасштабной войной, в которой боевые потери превысили санитарные. То есть от ран и болезней умерло меньше людей, чем непосредственно на поле боя. До этого армии во время войны несли большую часть потерь не от действий противника, а от болезней и плохого медицинского обслуживания.
Возросшая сложность организации медицинского обеспечения войск на войне наряду с теоретической разработкой данной проблемы обусловила необходимость соответствующей медико-тактической подготовки военных врачей. С этой целью в военно-медицинских учебных заведениях ряда европейских стран уже в начале XX в. вводится преподавание курса санитарной тактики, издаются учебники и учебные пособия. Необходимость такой подготовки была признана и для врачей русской армии. Об этом свидетельствует изданное в 1911 г. «Наставление для санитарно-тактических занятий военных врачей», которым регламентировалось решение военными врачами «санитарно-тактических задач на картах и на местности», а также их участие в «военных играх», «полевых поездках офицеров» и в «санитарных учениях с войсками». Были изданы и первые отечественные учебники по организации и тактике медицинской службы: П.П. Потираловского «Краткий курс санитарной тактики» (1912) и В.В. Заглухинского «Основы санитарной тактики» (1914).
Однако в начале XX в. организация и тактика медицинской службы так и не получила должного признания, теоретического развития и внедрения в практику медицинского обеспечения русской армии. Основной причиной ее замедленного становления являлись органические пороки самой системы медицинского обеспечения армии того времени. Эвакуация раненых и больных воинов была оторвана от процесса их лечения и находилась в ведении общевойсковых органов управления. Военные врачи были фактически отстранены от решения организационно-тактических задач медицинского обеспечения войск, что, естественно, не создавало должного стимула к повышению уровня их военно-медицинской подготовки и к работе над углублением и развитием теоретических знаний в области организации и тактики медицинской службы. В связи с этим 10 сентября 1918 года совместным постановлением Народных комиссариатов РСФСР по военным делам и по здравоохранению было принято решение о передаче всех учреждений и организаций, «ныне ведающих эвакуацией», в ведение Главного военно-санитарного управления и его органов. Необходимость дальнейшего совершенствования системы медицинского обеспечения вооруженных сил в военное время обусловила развертывание надлежащей медикотактической подготовки военных врачей. В 1922 г. Главным военно-санитарным управлением были изданы первые программы подготовки военных врачей по «санитарной тактике». С 1924 г. этот предмет включается в курс высшей допризывной подготовки студентов медицинских факультетов (институтов), а в 1925 г. вышел первый в Советской России учебник «Санитарная тактика», подготовленный профессором Военно-медицинской академии П. И. Тимофеевским и переизданный в 1926. 1927 и 1931 гг. Летом 1928 г. под руководством П. И. Тимофеевского впервые со слушателями академии были проведены санитарно-тактические занятия на местности по развертыванию полкового пункта медицинской помощи. Являясь автором более 20 научных работ и публикаций по проблемам санитарной тактики, профессор П. И. Тимофеевский по праву был назван «дедушкой санитарной тактики». В 1929 г. на основе разрозненных и недостаточно самостоятельных курсов военных дисциплин и санитарной тактики была создана первая в мире кафедра военных и военно-санитарных дисциплин. Начальником этой кафедры был назначен профессор Б. К. Леонардов — крупнейший в то время специалист в области организации медицинского обеспечения войск и военномедицинского образования. В 30-е годы коллектив кафедры военных и военносанитарных дисциплин Военно-медицинской академии внес существенный вклад в развитие теоретических основ организации медицинского обеспечения войск. Особенно детально и целенаправленно разрабатывались вопросы организации медицинского обеспечения войсковых частей и соединений, в меньшей степени эта разработка коснулась армейского и фронтового звеньев медицинской службы. Непосредственно перед началом войны работа в области организации и тактики медицинской службы велась также на аналогичных кафедрах, созданных в 1939 г. в Куйбышевской военно-медицинской академии и военных факультетах 2-го Московского, Саратовского и Харьковского медицинских институтов. С началом Великой Отечественной войны 1941-1945 гг. они сосредоточили свою деятельность преимущественно на медико-тактической подготовке слушателей.
В ходе Великой Отечественной войны 1941-1945 гг. было практически осуществлено становление системы лечебно-эвакуационного обеспечения войск на основе принципа эвакуации по назначению. Сущность системы этапного лечения с эвакуацией по назначению состояла в своевременном, последовательном и преемственном оказании медицинской помощи и лечении раненых и больных на этапах медицинской эвакуации, в соответствии с характером поражения (заболевания), боевой и медицинской обстановкой, и в сочетании с эвакуацией в тыл страны по медицинским показаниям.
В основу этой системы была положена военно-полевая медицинская доктрина, предполагающая единые подходы к диагностике, лечению и эвакуации раненых и больных на этапах медицинской эвакуации и базирующаяся на следующих основных принципах:
• основным видом патологии на войне является огнестрельная рана;
• все огнестрельные раны являются инфицированными;
• единственным надежным методом борьбы с инфекцией в ране является проведение ранней хирургической обработки:
• на театре военных действий неизбежно расчленение единого лечебного процесса на ряд последовательно проводимых и взаимно связанных мероприятий;
• только преемственность в оказании медицинской эвакуации позволяет обеспечить единую систему лечения раненых и больных;
• максимально ранняя специализация медицинской помощи и глубокое эшелонирование госпитальных баз;
• значительная часть раненых и больных должна быть эвакуирована с театра военных действий в тыл страны и т. д.
В соответствии с перечисленными принципами определялись организационные формы лечебно-эвакуационных мероприятий, которые в доктрине были указаны в виде следующих частных задач:
• вынос раненых с поля сражения необходимо осуществлять во время боя, даже под огнем противника;
• необходима возможно более ранняя доставка раненых в ближайшие медицинские пункты для оказания первой врачебной помощи и дальнейшей эвакуации на те этапы, где эта помощь может быть наиболее квалифицированной;
• хирургическая помощь может быть максимально приближена к линии боя;
• оказание специализированной медицинской помощи должно начинаться с армейских полевых подвижных госпиталей;
• необходимо соблюдать преемственность в оказании медицинской помощи раненым и больным на различных этапах медицинской эвакуации;
• необходимо наличие краткой и четкой медицинской документации, позволяющей обеспечивать последовательность и преемственность в проведении лечения и эвакуации раненых и больных на различных этапах медицинской эвакуации, медицинское снабжение должно бесперебойно осуществляться во всех условиях боевой обстановки и соответствовать в количественном и качественном отношениях действительным потребностям каждого этапа медицинской эвакуации.
Система лечебноэвакуационного обеспечения того периода предусматривала последовательное развертывание от фронта в тыл лечебных учреждений, в которых осуществлялось оказание определенных видов медицинской помощи раненым и больным. Так, в полковых медицинских пунктах оказывалась первая врачебная помощь, в дивизионных медицинских пунктах и в хирургических полевых подвижных госпиталях первой линии — квалифицированная медицинская помощь. Для оказания раненым и больным специализированной медицинской помощи их эвакуировали по назначению в лечебные учреждения армии и фронта. В госпитальных базах армий оказывалась специализированная медицинская помощь и осуществлялось специализированное лечение раненых и больных со сроками выздоровления от 30 до 60 суток. Для этой цели в составе госпитальных коллекторов кроме постоянных специализированных лечебных учреждений (армейский госпиталь легкораненых, терапевтический и инфекционный полевые подвижные госпитали) на базе хирургических полевых подвижных госпиталей развертывались специализированные госпитали: для раненных в голову, для раненных в бедро и крупные суставы, для раненных в грудь и живот. Маневренный характер армейских операций, нарушения коммуникаций и путей эвакуации зачастую обусловливали необходимость делить госпитальные базы армий на 2 эшелона, первый из которых развертывался на грунтовых дорогах или в районах выгрузочных станций, второй — в районах баз снабжения. В госпитальных базах фронта продолжалось специализированное лечение раненых и больных со сроками выздоровления до 3 месяцев или до восстановления транспортабельности тех, кто подлежал эвакуации в тыл страны: нуждающихся в более длительных сроках лечения или заведомо негодных к службе в армии. Госпитальные базы фронта развертывались в 2, а иногда и в 3 эшелона.
В годы Великой Отечественной войны были достигнуты высокие результаты в санитарногигиеническом и противоэпидемическом обеспечении Вооруженных Сил. Впервые в истории войн удалось избежать возникновения массовых эпидемий заразных болезней среди личного состава войск.
Рассматривая недостатки системы лечебно-эвакуационного обеспечения войск в период Великой Отечественной войны, следует еще раз сказать о работе дивизионных медицинских пунктов (ДМП) — «главных операционных войскового района», как их часто именовали и те годы. Изучение организации квалифицированной хирургической помощи практически во всех основных операциях минувшей войны позволяет утверждать, что существовавшую тогда установку — оперировать на ДМП до 70—80% поступающих раненых — выполнить не удалось. Даже на заключительном этапе войны оперируемость в медсанбатах (МСБ), как правило, не превышала 45-55%. При этом значительную долю в общем числе хирургических вмешательств составляли первичные хирургические обработки ран. Из достаточно многочисленных причин такого положения следует выделить главную из них — хронический некомплект хирургов, постоянный дефицит квалифицированных специалистов в области полостной хирургии в МСБ.
Следует указать и на имевшее место во время Великой Отечественной войны недостаточное рассредоточение эвакуационных потоков из-за отсутствия достаточного количества санитарных самолетов. Это исключало возможность эвакуации раненых напрямую в удаленные от линии фронта госпитальные базы, минуя их предшествующие эшелоны. Как следствие этого сохранялись элементы дренажной системы, хотя эвакуация велась по назначению. Раненые и больные проходили большое количество обязательных этапов медицинской эвакуации, что в свою очередь приводило к повышенной потребности в госпитальных койках. Это происходило потому, что большое количество эвакуируемых определенный период времени — от 12 до 24 часов и более — как бы одновременно занимали по две койки. Одну койку раненый еще не освободил, а вторая его уже ждала в новой госпитальной базе. Более детальный анализ деятельности медицинской службы в годы войны, проведенный многочисленными специалистами, лег в основу новых подходов в развитии системы лечебно-эвакуационного обеспечения войск в условиях современных войн.
Появление на вооружении современных армий средств массового поражения, новых видов обычного оружия, в том числе высокоточного и боеприпасов объемного взрыва, а также вязких зажигательных смесей типа напалма, повлекло за собой изменение количества и структуры санитарных потерь. Возникновение очагов массовых санитарных потерь как в действующей армии, так и в тылу страны становится обычным явлением современной войны, оказывающим существенное влияние на организацию лечебно-эвакуационных мероприятий. Высокая скоротечность боевых действий и частые изменения обстановки требуют от частей и учреждений медицинской службы гораздо большей подвижности и маневренности, чем это было в годы минувшей войны.
Комбинированный характер большинства поражений обусловил необходимость создания новых формирований медицинской службы, таких, например, как многопрофильные госпитали. Повышение удельного веса радиационных поражений и поражений отравляющими веществами обусловило необходимость создания соответствующих специализированных отделений в составе терапевтических и многопрофильных госпиталей. Весьма перспективным для совершенствования эвакуации раненых и больных по назначению на театре военных действий, а также для устранения и дальнейшего сокращения летальности следует считать широкое применение авиационного транспорта — самолетов и вертолетов.
Большое влияние на совершенствование системы медицинского обеспечения оказывают успехи в развитии медицинской науки. Так, применение антибиотиков разрешило проблему отсрочки хирургических вмешательств, что в свою очередь позволяет достаточно успешно оказывать одномоментную исчерпывающую хирургическую помощь и специализированных хирургических госпиталях, Эти и другие условия привели к необходимости перестройки системы лечебноэвакуационного обеспечения войск в послевоенный период, в основу которой в 50—60-е годы были заложены следующие принципы:
• санитарные потери в современной войне характеризуются массовостью возникновения и неравномерностью по времени и пространству. В основе патологии современной войны лежат комбинированные поражения различными средствами массового поражения с преобладанием тяжелых поражений ядерным оружием;
• сохранение жизни раненым и больным и профилактика тяжелых осложнений обеспечиваются только при условии возможно ранних сроков оказания догоспитальной медицинской помощи непосредственно в районах боевых действий войск;
• своевременное оказание всех видов догоспитальной медицинской помощи при массовых санитарных потерях обеспечивается путем усиления войсковой медицинской службы силами и средствами медицинской службы армии и фронта, а также раннего рассредоточения эвакуационных потоков и маневра вышестоящих звеньев медицинской службы в интересах медицинской службы частей и соединений;
• основные принципы системы этапного лечения раненых и больных и эвакуации их по назначению сохраняют свое значение и в современных условиях; • объем медицинской помощи на этапах медицинской эвакуации в современной войне более, чем когда бы то ни было в прошлом, зависит от условий оперативно-тактической, тыловой и медицинской обстановки;
• выдвижение сил и средств медицинской службы к очагам и районам массовых санитарных потерь с целью оказания пораженным медицинской помощи является основной формой маневра во всех звеньях медицинской службы;
• медицинская эвакуация раненых и больных по назначению на театре военных действий и за его пределы является необходимой составной частью лечебно-эвакуационного обеспечения войск.
Таким образом, сущность системы лечебно-эвакуационных мероприятий послевоенного периода заключается в проведении своевременных, последовательных и преемственных лечебных мероприятий на различных этапах медицинской эвакуации в сочетании с эвакуацией раненых и больных в специализированные лечебные учреждения по медицинским показаниям (по назначению) и в соответствии с конкретными условиями обстановки. Принципиальная схема организации лечебно-эвакуационных мероприятий в современных условиях предполагает развертывание (эшелонирование) сил и средств медицинской службы в войсковом, армейском и фронтовом районах, что позволяет значительно сократить число этапов медицинской эвакуации.
Опыт медицинского обеспечения ограниченного контингента советских войск в республике Афганистан показал, что коренное техническое переоснащение медицинской службы современными средствами эвакуации и прежде всего достаточным количеством санитарных вертолетов и самолетов привело к радикальному улучшению существующей системы лечебно-эвакуационного обеспечения войск, максимальному повышению ее эффективности. Существенное снижение послеоперационной летальности и частоты инфекционных осложнений, а также сокращение сроков лечения среди раненых с проникающими ранениями черепа наблюдалось в случаях, когда эти раненые без оказания квалифицированной медицинской помощи доставлялись самолетами непосредственно в специализированные нейрохирургические отделения военномедицинских лечебных учреждений (окружной военный госпиталь ТуркВО, Военно-медицинская академия, Главный военный клинический госпиталь им. Н. Н. Бурденко и др.). При проведении оперативных вмешательств этим категориям раненых в медицинских батальонах соединений или в армейском военном госпитале (Кабул) с последующей их эвакуацией в указанные выше лечебные учреждения приведенные показатели были значительно хуже. Таким образом, преимущества доставки раненых и больных с передовых этапов медицинской эвакуации непосредственно в специализированные лечебные учреждения (отделения) очевидны. Однако изменившиеся в последние десятилетия экономические возможности страны пока не позволяют в полной мере осуществить переход к более совершенным формам лечебно-эвакуационного обеспечения войск.
ОТМС включает в себя следующие направления:
- историю развития медицинской службы вооруженных сил,
- исследование форм, методов и закономерностей организации медицинского обеспечения частей, соединений и объединений в различных видах боевой деятельности войск (сил флота),
- прогнозирование величины и структуры санитарных потерь от всех возможных средств поражения,
- разработку организационно-штатной структуры формирований медицинской службы, принципы управления медицинской службой в современном бою и боевой операции, методологию научных исследований.

На современном уровне своего развития организация и тактика медицинской службы как частная военномедицинская наука представляет обширную область знаний, в которой можно выделить четыре основные раздела.
Первый раздел — общие основы организации медицинского обеспечения вооруженных сил во время войны. Этот раздел является методологической и общетеоретической базой для остальных трех разделов, в которых рассматриваются и изучаются проблемы организации медицинского обеспечения отдельных звеньев и составных частей вооруженных сил в период войны.
Второй раздел — организация медицинского обеспечения частей (кораблей) и соединений видов вооруженных сил и родов войск.
Третий раздел — организация медицинского обеспечения оперативных и оперативно-стратегических объединений видов вооруженных сил. Четвертый раздел — стратегические вопросы организации медицинского обеспечения вооруженных сил. Содержание каждого из перечисленных разделов показано на рис. 1.1. Являясь составной частью военной медицины, организация и тактика медицинской службы тесно связана с другими ее отраслями. К ней тесно примыкают военно-медицинская география, история военной медицины, медицина катастроф, организация медицинской защиты войск и объектов от оружия массового поражения и др. Развитие каждой из них оказывает определенное влияние на организацию и тактику медицинской службы. Без учета этого влияния невозможно сформулировать принципы организации медицинского обеспечения войск. В процессе изучения организационных вопросов медицинского обеспечения необходимо обязательно учитывать научные достижения в других областях военной медицины, делая из этого выводы для совершенствования организации медицинского обеспечения войск. В свою очередь без должного учета основных организационнотактических положений невозможно правильно и с наибольшей эффективностью применять достижения и открытия клинической медицины в сложных условиях боевой обстановки.